# Associazione Calcio Padova 1925-1926
Questa voce raccoglie le informazioni riguardanti la Associazione Calcio Padova nelle competizioni ufficiali della stagione 1925-1926.

## Stagione
La squadra patavina terminò al quarto posto il girone B della Prima Divisione, disputando una stagione tranquilla.
Miglio marcatore in campionato fu Antonio Busini con 12 reti. Altri marcatori furono Kregar con 10 reti, Vecchina con 7, Monti e Federico Busini con 6, Barzan con 5, Veronese con 3 e Fagiuoli con 1 rete.

## Rosa
| N. |                     | Ruolo | Calciatore        |
| -- | ------------------- | ----- | ----------------- |
|    | Italia (bandiera)   | D     | Gianangelo Barzan |
|    | Ungheria (bandiera) | P     | János Biri        |
|    | Italia (bandiera)   | A     | Antonio Busini    |
|    | Italia (bandiera)   | A     | Federico Busini   |
|    | Italia (bandiera)   | D     | Primo Danieli     |
|    | Italia (bandiera)   | D     | Aldo Fagiuoli     |
|    | Italia (bandiera)   | P     | Gino Fassina      |
|    | Ungheria (bandiera) | A     | Károly Fatter     |
|    | Italia (bandiera)   | D     | Antonio Fayenz    |

| N. |                   | Ruolo | Calciatore         |
| -- | ----------------- | ----- | ------------------ |
|    | Italia (bandiera) | D     | Giuseppe Girani    |
|    | Italia (bandiera) | A     | Andrea Kregar      |
|    | Italia (bandiera) | D     | Giovanni Mion      |
|    | Italia (bandiera) | A     | Feliciano Monti    |
|    | Italia (bandiera) | A     | Giovanni Monti     |
|    | Italia (bandiera) | D     | Guido Scanferla    |
|    | Italia (bandiera) | A     | Giovanni Vecchina  |
|    | Italia (bandiera) | A     | Pio Veronese       |
|    | Italia (bandiera) | A     | Giulio Zanninovich |

## Risultati

### Prima Divisione

#### Girone di andata
| Arbitro: | Pierallini (Modena) |

|               |           |  |
| A. Busini 21’ | Marcatori |  |

| Arbitro: | U.Gama (Milano) |

|                                |           |                        |
| Vecchina 17’ Barzan 88’ (rig.) | Marcatori | 47’ Pastore 68’ Hirzer |

| Arbitro: | Dani (Genova) |

|                                              |           |               |
| Romano 46’ Povero 49’ Powolny 56’ Sereno 88’ | Marcatori | 83’ F. Busini |

| Arbitro: | Guarnieri (Milano) |

|                                                      |           |              |
| F. Monti 16’ Kregar 19’, 41’, 56’ F. Busini 57’, 87’ | Marcatori | 75’ Magnozzi |

| Arbitro: | Barlassina (Novara) |

|                    |           |            |
| Roveda 3’ Mura 14’ | Marcatori | 51’ Kregar |

| Arbitro: | Beretta (Novi Ligure) |

|                                |           |  |
| Muller 50’ Cevenini V 68’, 79’ | Marcatori |  |

| Arbitro: | Ferro (Milano) |

|                                                                         |           |  |
| F. Monti 3’, 59’ Barzan 9’, 26’, 55’ A. Busini 19’, 45’, 84’ Kregar 87’ | Marcatori |  |

| Arbitro: | Montessoro (Torino) |

|                       |           |  |
| Catto 5’ Levratto 82’ | Marcatori |  |

| Arbitro: | Sessa (Milano) |

|               |           |          |
| A. Busini 51’ | Marcatori | 16’ Poli |

| Arbitro: | A.Gama (Milano) |

|             |           |              |
| Zanello 64’ | Marcatori | 46’ Veronese |

| Arbitro: | Gazzola (Novara) |

|                                                                   |           |                    |
| A. Busini 14’, 82’ Veronese 44’ Kregar 61’, 68’ Barzan 72’ (rig.) | Marcatori | 88’ Rasia Dal Polo |

#### Girone di ritorno
| Arbitro: | Vagge (Genova) |

|  |           |                           |
|  | Marcatori | F. Busini 3’ Veronese 50’ |

| Arbitro: | Mauro (Milano) |

|                                        |           |                         |
| Pastore 2’ Hirzer 28’ (rig.) Viola 70’ | Marcatori | 33’ Kregar 44’ F. Monti |

| Arbitro: | Petariny (Trieste) |

|                                                             |           |                       |
| F. Monti 3’, 70’ F. Busini 4’ A. Busini 26’, 39’ Kregar 73’ | Marcatori | 12’ Povero 60’ Romano |

| Arbitro: | Dani (Genova) |

|                                        |           |  |
| Paolini 56’ Magnozzi 73’ Bandini I 75’ | Marcatori |  |

| Arbitro: | Bruna (Venezia) |

|                              |           |  |
| Kregar 20’, 76’ A.Busini 28’ | Marcatori |  |

| Arbitro: | Bruna (Venezia) |

|                                              |           |                  |
| Vecchina 47’, 75’ F. Busini 81’ Fagiuoli 88’ | Marcatori | 55’, 67’ Savelli |

| Arbitro: | De Rensis (Genova) |

|                                 |           |                   |
| A. Prosperi 32’ Agostinelli 82’ | Marcatori | 70’ (rig.) Kregar |

| Arbitro: | Bruna (Venezia) |

|                    |           |  |
| A. Busini 35’, 62’ | Marcatori |  |

| Arbitro: | Turbiani (Ferrara) |

|                         |           |              |
| Wilhelm 27’ Jeszmás 52’ | Marcatori | 77’ Vecchina |

| Arbitro: | U.Gama (Milano) |

|                                               |           |                  |
| F. Monti 5’ Vecchina 16’, 18’, 38’ Kregar 49’ | Marcatori | 25’, 64’ Gandini |

| Arbitro: | Lenti (Genova) |

|                                 |           |  |
| Mattioli 49’ Rasia Del Polo 75’ | Marcatori |  |